# Otto Haferkamp
Otto Haferkamp (* 29. Dezember 1926 in Barcelona; † 5. April 2016 in Ulm) war ein deutscher Pathologe und Hochschullehrer.

## Leben
Haferkamp begann seine berufliche Laufbahn 1951 am Pathologischen Institut der Universität Bonn. Er arbeitete dort als Volontärassistent und von 1954 bis 1960 als Wissenschaftlicher Assistent. 1960 habilitierte er sich mit einer Arbeit zum Thema Über die Neurome. Von 1960 bis 1965 war er Oberassistent. In dieser Zeit beschrieb er in einer Fallstudie ein seltenes Syndrom der "generalisierten malignen Hämangiomatosis mit Osteolysen", das später nach ihm Haferkamp-Syndrom genannt wurde und eine Variante des Gorham-Syndromes ist. 1965 wurde er zunächst außerplanmäßiger Professor, dann ab 1966 Abteilungsvorsteher und ordentlicher Professor.
1966 absolvierte er einen dreimonatigen Forschungsaufenthalt in den USA. Dort arbeitete er als Gastprofessor an der State University of New York. Aus diesem Auslandsaufenthalt entstanden einige Arbeiten zur experimentellen Immunpathologie. Diese führten zu Haferkamps Berufung an die Universität Ulm. Zusammen mit Günther Beneke gründete Haferkamp 1969 das Ulmer Pathologische Institut. 1974 starb Beneke. Von 1974 bis zu seiner Emeritierung 1995 leitete Haferkamp dieses Institut allein. Er etablierte die immunologische Forschung in seiner Abteilung.
In den 1970er Jahren führte er im Rahmen des DFG-Schwerpunktprogrammes Krebsforschung immunpathologische Untersuchungen an Karzinomen des Magen-Darm-Traktes durch.
Von 1975 bis 1978 war Haferkamp Dekan der Fakultät für Theoretische Medizin. Er hinterließ mehr als 200 wissenschaftliche Publikationen.
Haferkamp konnte zwei seiner Schüler auf Lehrstühlen platzieren. Der spätere em. Ordinarius für Pathologie der Universität Mainz Univ.-Prof. MD PhD DSc Charles James Kirkpatrick war Assistent am Institut für Pathologie der Universität Ulm und habilitierte sich unter Leitung von Haferkamp. Prof. Dr. Burkhard Bültmann, em. Ordinarius der Pathologie der Universität Tübingen, war unter Haferkamp Oberarzt an der Pathologie Ulm.

## Forschungsgebiete
Haferkamp forschte auf dem Gebiet der Infektionskrankheiten, der Pathologie der Entzündung und der Immunpathologie. Hierbei interessierte er sich für Streptokokken und retikuloendotheliales System im Rahmen auch experimenteller Studien.
Bei dem nach ihm benannten Haferkamp-Syndrom handelt es sich um eine bösartige Ausprägung eines anhand von zwei Fällen beschriebenen Gefäß-Tumors, der das Knochenmark befällt und Zerstörungen an der Knochensubstanz zur Folge hat. Begleitend treten Verfettungen von Tumorzellen, Nieren- und Leberparenchym sowie verfettende Veränderungen insbesondere in Milz- und Nierenarterien auf. Letztlich finden sich auch charakteristische Veränderungen in Blutbild und klinischer Chemie. Das Syndrom wurde auch lexikalisiert und ist als Variante des Gorham-Syndroms bekannt, welches die bereits im 19. Jahrhundert vor Gorham (1885–1968) erstmals beschriebene histologisch gutartige Entität ist, die mit stärkerem Knochenschwund einhergeht und auch als Gorham-Stout-Syndrom bezeichnet wird.

## Trivia
Professor Haferkamp verfügte über eine überdurchschnittliche Körpergröße bei einem beeindruckenden, muskulösen, massigen Körper.
Dies zusammen mit seinem dominanten und rheinländisch-witzig-lauten Auftreten konnte er für lustige und geistreiche Unterhaltung  beispielsweise auf Kongressen sorgen.
Nach seinem Eintritt in den Ruhestand zog er sich für sein Familienleben weitestgehend aus der öffentlichen Aufmerksamkeit zurück.
Es gibt eine Abschiedsrede für einen seiner akademischen Schüler anläßlich dessen Eintrittes in den Ruhestand, in deren Niederschrift sich die Aussage befindet, dass Professor Haferkamp an der Universität Ulm den Spitznamen „Malignes Lipom“ gehabt haben soll.

## Publikationen
- Otto Haferkamp: Neurohistologische Befunde beim Pylorospasmus des Säuglings, Virchows Archiv, Berlin/Heidelberg, 1956, 328 (3), S. 239–248.
- Otto Haferkamp: Über das Syndrom: Generalisierte maligne Hämangiomatosis mit Osteolysis, Zeitschrift für Krebsforschung 64, S. 418–426, 1961, doi:10.1007/BF00525072
- Otto Haferkamp, Carl-Peter Sodomann, Berno Heymer, Thomas B. Smith, Willard C. Smith: Cell-Bound Antibodies to Streptococcal Cell-Wall Preparations, Bayer-Symposium I, S. 149–151, 1969
- Berno Heymer, Burkhard-Dieter Bültmann, Otto Haferkamp: Toxicity of Streptcoccal mucopeptides in vivo and in vitro, J Immunol 106:858–861, 1971
- Berno Heymer, Otto Haferkamp: Reticuloendothelial system cells modifying bacterial antigen specificity. Medical Microbiology and Immunology, Berlin/Heidelberg, 1971, 157 (1), S. 96–100.
- Otto Haferkamp, Burkhard-Dieter Bültmann, Berno Heymer: Untersuchungen über die Überempfindlichkeit vom verzögerten Typ gegen beta-hämolysierende Streptokokken der Gruppe A: über d. Forschungsauftr. BMVg InSan 5/68 u. 13/70, Bonn: Bundesmin. d. Verteidigung, 1972, OCLC-Nummer: 631660105
- Berno Heymer, Walter Schachenmayr, Burkhard-Dieter Bültmann, Reinhard Spanel, Otto Haferkamp, Willard C. Smith: A latex agglutination test for measuring antibodies to Streptococcal mucopepdides, J Immunol 111:478–484, 1973
- Berno Heymer, Burkhard-Dieter Bültmann, Walter Schachenmayr, Reinhard Spanel, Otto Haferkamp, Willard C. Smith: Migration inhibition of rat peritoneal cells induced by Streptococcal mucopeptides. Characteristics of the reaction and properties of the mucopeptide preparations J Immunol 116:1743–1754, 1973
- Otto Haferkamp: Zur wehrmedizinischen Bedeutung spezifischer und unspezifischer Mechanismen der Infektabwehr : Abschlußbericht über d. Forschungsvertrag BMVg InSan I 0171-V-0103, Bonn, 1976, OCLC-Nummer: 630430314
- Otto Haferkamp: Klinische und experimentelle Untersuchungen über Resistenz und Infektabwehr beim Menschen, Bonn Dokumentationszentrum d. Bundeswehr (DOKZENTBw), OCLC-Nummer: 74178797
- Otto Haferkamp: Unspezifische Entzündungen: Die akute Entzündung und ihre Mediatoren, Dtsch Arztebl 1980; 77(15): A-957 online
- Otto Haferkamp, Georg Baljer: Toxische Metaboliten von Mikroorganismen: Entwicklung einer molekularen Zytodiagnostik und die Vorbereitung als Biosensor Untersuchungen zur Immunpathologie von Antigenen ; Manuskript: Abschlussbericht = Toxical metabolites of microorganisms: development of molecular diognostic tools and their use as biosensor, Bonn Dokumentations- und Fachinformationszentrum der Bundeswehr (DOKFIZBw), 1991, OCLC-Nummer: 75476838
- Otto Haferkamp, H. Seibold, Martin Stauch, S. Kleeberg, Gerhard Rödel: Neurophilic migration through capillarylike micropores: influence of pulmonary passage, Clin Invest 72:30-35, 1993
- Otto Haferkamp, Angelika Scheuerle, Reiner Schlenk, Ingo Melzner, Iris Pavenstädt-Grupp, GerhardRödel: Mitochondrial complex I and III mutations and neutral-lipid storage in activated mononuclear macrophages and neurtophils: a case presenting with necrotizing myopathy, poikiloderma atrophicans vasculature, and xanthogranulomatous bursitis, Hum Pathol 25:419–423, 1994